# Across the Sierras
Across the Sierras è un cortometraggio muto del 1912 diretto da Al Christie e Milton J. Fahrney.

## Produzione
Il film fu prodotto dalla Nestor Film Company.

## Distribuzione
Distribuito dalla Motion Picture Distributors and Sales Company, uscì nelle sale cinematografiche USA il 27 marzo 1912.